# Château de la Motte (Moirans)
Pour les articles homonymes, voir Château de la Motte.
Le château de la Motte (autrefois dénommé château de l'Érigny) est un château du XVIIe siècle, situé sur la commune de Moirans, dans le département de l'Isère, dans la région Auvergne-Rhône-Alpes, en France.

## Histoire
Connu également sous le nom de « château de la Motte l'Érigny », le château de La Motte date du XVIIe siècle. Il a ensuite été aménagé par François Abel de Luppé, seigneur de La Motte, lequel fut également le maire de la commune, au début de la Révolution française,. L'escalier de la pièce d'eau et la grille du parc font l'objet d'une inscription partielle au titre des monuments historiques par arrêté du 1er juin 1927.
En 2022, le château et son domaine sont la propriété d'une personne privée et ne se visitent pas.

## Description
L'édifice se présente sous la forme d'un manoir aux murs extérieurs de couleur rose constitué d'un corps de logis imposant de deux étages et dont la façade principale est surmonté d'un fronton triangulaire. Ce corps principal est flanqué de deux pavillons d'égale hauteur. Un bâtiment composé d'un seul étage prolonge l'arrière de l'édifice. Une petite chapelle, située dans le jardin du château complète le domaine.

## Situation et accès
L'édifice est situé, chemin de l'Érigny, sur le territoire de la commune surplombant sur les coteaux du même nom la partie ouest bourg central de Moirans.
 Le site est desservi par la gare de Moirans-Galifette, desservie par les trains TER Auvergne-Rhône-Alpes (ligne de Grenoble à Valence-Ville).